# Elezioni amministrative in Italia del 1957
Le elezioni amministrative italiane del 1957 si tennero il 24 marzo (Cremona), il 19 maggio (Bolzano), il 25 maggio (Arezzo), il 30 giugno (La Spezia) e il 27 ottobre (Vercelli).

## Elezioni comunali

### Vercelli
| Liste                                             | Voti   | %     | Seggi |
| ------------------------------------------------- | ------ | ----- | ----- |
| Democrazia Cristiana (DC)                         | 9230   | 32,14 | 14    |
| Partito Comunista Italiano (PCI)                  | 9098   | 31,68 | 13    |
| Partito Socialista Italiano (PSI)                 | 3377   | 11,75 | 5     |
| Partito Socialista Democratico Italiano (PSDI)    | 2236   | 7,78  | 3     |
| Partito Nazionale Monarchico (PNM)                | 1543   | 5,37  | 2     |
| Movimento Autonomista Regionale Piemontese (MARP) | 1283   | 4,46  | 1     |
| Partito Liberale Italiano (PLI)                   | 989    | 3,44  | 1     |
| Movimento Sociale Italiano (MSI)                  | 962    | 3,34  | 1     |
| Totale                                            | 28.718 |       | 40    |

### Cremona
| Liste                                          | Voti  | %     | Seggi |
| ---------------------------------------------- | ----- | ----- | ----- |
| Democrazia Cristiana (DC)                      | 17594 | 37,97 | 15    |
| Partito Socialista Italiano (PSI)              | 11475 | 24,76 | 11    |
| Partito Comunista Italiano (PCI)               | 9787  | 21,12 | 8     |
| Lista di destra (MSI-PNM-Civica)               | 5332  | 11,52 | 4     |
| Partito Socialista Democratico Italiano (PSDI) | 2143  | 4,62  | 2     |
| Totale                                         | 46331 |       | 40    |

### Bolzano
| Liste                                          | Voti | %     | Seggi |
| ---------------------------------------------- | ---- | ----- | ----- |
| Democrazia Cristiana (DC)                      |      | 26,03 |       |
| Südtiroler Volkspartei (SVP)                   |      | 23,24 |       |
| Partito Socialista Italiano (PSI)              |      | 13,96 |       |
| Movimento Sociale Italiano (MSI)               |      | 13,24 |       |
| Partito Socialista Democratico Italiano (PSDI) |      | 9,72  |       |
| Partito Comunista Italiano (PCI)               |      | 7,77  |       |
| Partito Nazionale Monarchico (PNM)             |      | 3,35  |       |
| Partito Liberale Italiano (PLI)                |      | 1,61  |       |
| Partito Repubblicano Italiano (PRI)            |      | 1,07  |       |
| Totale                                         |      |       |       |

### La Spezia
| Liste                                          | Voti   | %     | Seggi |
| ---------------------------------------------- | ------ | ----- | ----- |
| Democrazia Cristiana (DC)                      | 25845  | 36,39 |       |
| Partito Comunista Italiano (PCI)               | 24585  | 34,62 |       |
| Partito Socialista Italiano (PSI)              | 10116  | 14,24 |       |
| Lista di destra (MSI-PNM-PLI)                  | 3639   | 5,12  |       |
| Partito Socialista Democratico Italiano (PSDI) | 3361   | 4,73  |       |
| Partito Repubblicano Italiano (PRI)            | 2027   | 2,85  |       |
| Partito Liberale Italiano (PLI)                | 1431   | 2,01  |       |
| Totale                                         | 71.004 |       |       |

### Arezzo
| Liste                                                   | Voti   | %     | Seggi |
| ------------------------------------------------------- | ------ | ----- | ----- |
| Democrazia Cristiana (DC)                               | 16740  | 39,68 | 17    |
| Partito Comunista Italiano (PCI)                        | 13872  | 32,88 | 14    |
| Partito Socialista Italiano (PSI)                       | 7529   | 17,84 | 7     |
| Movimento Sociale Italiano (MSI)                        | 1921   | 4,55  | 1     |
| Partito Socialista Democratico Italiano (PSDI)          | 1663   | 3,94  | 1     |
| Partito Repubblicano Italiano-Partito Radicale (PRI-PR) | 459    | 1,08  | -     |
| Totale                                                  | 42.184 |       | 40    |

## Elezioni provinciali

### Provincia di Vercelli
| Liste                                             | Voti    | %    | Seggi |
| ------------------------------------------------- | ------- | ---- | ----- |
| DC - PSDI - PLI                                   | 104.309 | 43,4 | 14    |
| PCI - PSI                                         | 99.818  | 41,5 | 13    |
| Partito Nazionale Monarchico (PNM)                | 10.893  | 4,5  | 1     |
| Movimento Autonomista Regionale Piemontese (MARP) | 9.870   | 4,1  | 1     |
| Movimento Comunità                                | 8.827   | 3,7  | 1     |
| Movimento Sociale Italiano (MSI)                  | 5.929   | 2,5  | -     |
| Totale                                            |         | 100  | 30    |